# 2006年瓦倫西亞軌道交通出軌事故
2006年瓦倫西亞軌道交通出軌事故是2006年7月3日，西班牙瓦倫西亞所發生的鐵路事故，當日瓦倫西亞軌道交通一號線一列車由於速度太快，輪胎破裂，兩節車廂出軌翻覆，造成43人死亡，47人輕重傷。因時任教宗本篤十六世該周末將造訪當地，此事故引起高度關注，但最後研判應是意外，排除恐怖攻擊的可能。